# Dobl (Gemeinde Diersbach)
Dobl ist ein Weiler in der Gemeinde Diersbach in Oberösterreich (Bezirk Schärding). Die Ortschaft hat 11 Einwohner (Stand 1. Jänner 2024).

## Geographie
Dobl ist ein Weiler der Gemeinde Diersbach, der rund 1,2 Kilometer südöstlich des Ortszentrums von Diersbach entfernt liegt. Das Dorf befindet sich dabei im südlichen Teil des Gemeindegebietes in der Katastralgemeinde Schwabenhub. Der Ortsteil Dobl besteht aus dem eigentlichen Weiler Dobl mit drei Gebäuden und dem Einzelhof Mayböck, der nördlich von Dobl bzw. zwischen den Ortsteilen Diersbach und Dobl liegt. Um Dobl liegen neben dem Ortsteil Diersbach im Norden die Ortsteile Kobledt und Schwabenhub im Nordosten, Hartagen, Kindling und Zwickelrad im Osten, Wurmsdobel und Sigharting im Südosten, Thal, Grubmühle, und Alfersham im Süden, Edengrub im Südwesten sowie Kalling im Westen.

## Geschichte und Bevölkerung
Urkundlich wurde Dobl um 1130 als Tobele erstmals urkundlich genannt, wobei sich der Name von der Lage der Ortschaft ableitet. Lage Zeit wurde Dobl auch als Unterdobl oder Unterndobl bezeichnet. Der Ortsname Nyderntobel ist urkundlich aus dem Jahr 1373 belegt, wobei dieser Ortsname mit der Ortslage unterhalb bzw. nördlich von Dobl gleichzusetzen sein dürfte. Die Ortslage wurde später als Frauendobl bezeichnet, heute liegt hier der Einzelhof Mayböck. Der Name Frauendobl leitet sich vom mittelhochdeutschen vrō(n) für Herr oder Grundherr ab, wobei der Ort der Sitz des urkundlich erwähnten Walter(us) de Tobele gewesen sein dürfte. Frauendobl bzw. das Mayböck-Anwesen wurde von einem bayrischen Rischler und Antiquitätensammler aufgekauft und in einen herrschaftlichen Hof mit Wohnungen umgebaut. Die Haarstube beim Mayböck-Anwesen wurde um 1900 als Wohnung genutzt, verfiel jedoch nach 1955 und wurde abgerissen.
In Dobl lebten 1869 29 Menschen in vier Häusern. Bis zum Jahr 1910 änderte sich an der Größe der Ortschaft wenig. Die Einwohnerzahl war minimal auf 30 Personen gestiegen, die Anzahl der Gebäude betrug fünf. Zu diesem Zeitpunkt lebten lediglich Katholiken in der Gemeinde, wobei Männer stark in der Überzahl waren. Bis 1923 sank die Einwohnerzahl des Dorfes auf 25 Personen, wobei die Anzahl der Gebäude mit fünf gleich geblieben war. In diesem Jahr unterscheidet die Statistik zwischen dem Weiler Unterdobl mit drei Häusern und 16 Einwohnern sowie dem Ortsteil Frauendobl mit 2 Häusern und neun Einwohnern. Bis 1951 war die Einwohnerzahl weiter leicht geschrumpft, wobei insgesamt vier Gebäude mit 23 Einwohnern bestanden. Frauendobl hatte zwei Gebäude mit acht Einwohnern, Unterdobl zwei Gebäude mit 15 Einwohnern, wobei beide Ortsteile nur noch als Einschichten klassifiziert wurden. 1971 wies der Ort nur noch vier Gebäude mit 13 Einwohnern auf. Frauendobl beherbergte nur noch ein Gebäude mit drei Einwohnern und wurde nur mehr als Einzelhof gewertet, Unterdobl war um ein Gebäude gewachsen und hatte wieder drei Gebäude mit 10 Einwohnern. An der Gebäudeverteilung änderte sich auch bis 1981 nichts, wobei in diesem Jahr zwei Menschen in Frauendobl und 12 in Unterdobl lebten. 2001 hatte Dobl 15 Einwohner, wobei der Ortsteil seit dieser Volkszählung als Dobl und nicht mehr als Unterdobl ausgewiesen wird und der Ortsname Frauendobl durch den Hofnamen Mayböck ersetzt wurde. Dobl bestand dabei aus vier Gebäuden mit sieben Wohnungen, wobei drei land- und forstwirtschaftliche Betriebsstätten bestanden. 2011 beherbergte die Ortschaft ebenfalls 15 Einwohner.